# Elatostema sublaxum
Elatostema sublaxum là loài thực vật có hoa trong họ Tầm ma. Loài này được (Elmer) H.Schroet. mô tả khoa học đầu tiên năm 1935.